# Famille de la Clyte
Pour les articles homonymes, voir Clyte.
La famille de la Clyte est une famille noble ayant eu une influence durant l'histoire de la Flandre et de la commune de Comines aujourd'hui divisé entre Comines en Belgique et Comines dans le Nord. Ils portent leur nom du village de La Clytte.

## Historique
Les van den Clyte, d'origine yproise, sont une lignée dont l'anoblissement date de la fin du xive siècle.
- Colard II de la Clyte (décédé en 1404), seigneur de Commines, Renescure, bailli de Flandres, chevalier de la Toison d'Or, père de Philippe de Commynes
  - Philippe de La Clyte de Commynes (ou Philippe de Commynes, 1447-1511), un homme politique, chroniqueur, historien et mémorialiste flamand de langue française
  - Jan van der Clyte (ou Jean de La Clite, Jean de la Clitte ou encore Jean de Commines ?-1443), seigneur de Comines et du Comines-Warneton, stathouder de Flandre et membre fondateur de l'Ordre de la Toison d'or, cousin de Philippe de Commynes